# Filmografia de Annette Bening
Está é a lista completa de filmes da atriz Norte-americana Annette Bening.

## Filmes e Séries
| Ano       | Titulo                         | Papel                                                  | Notas |
| --------- | ------------------------------ | ------------------------------------------------------ | --- |
| 1987      | Miami Vice                     | Vicky                                                  | |
| 1987      | Wiseguy                        | Karen Leland / Maloy                                   | |
| 1988      | The Great Outdoors             | Kate Craig                                             | |
| 1989      | Valmont                        | Merteuil                                               | |
| 1990      | Postcards from the Edge        | Evelyn Ames                                            | |
| 1990      | The Grifters                   | Myra Langtry                                           | Prêmios London Film Critics' Circle de Melhor Nova Estrela National Society of Film Critics Award de Melhor Atriz Coadjuvante Indicações Oscar de Melhor Atriz Coadjuvante BAFTA de Melhor Atriz Coadjuvante |
| 1991      | Guilty by Suspicion            | Ruth Merrill                                           | |
| 1991      | Regarding Henry                | Sarah Turner                                           | |
| 1991      | Bugsy                          | Virginia Hill                                          | Indicações Golden Globe Awards de Melhor Atriz em Filme Dramático |
| 1994      | Love Affair                    | Terry McKay                                            | |
| 1995      | Richard III                    | Elizabeth Woodville                                    | |
| 1995      | The American President         | Sydney Ellen Wade                                      | Indicações Golden Globe Awards de Melhor Atriz em Filme De Comédia ou Musical |
| 1996      | Mars Attacks!                  | Barbara Land                                           | |
| 1998      | The Siege                      | Elise Kraft/Sharon Bridger                             | |
| 1999      | In Dreams                      | Claire Cooper                                          | |
| 1999      | American Beauty                | Carolyn Burnham                                        | Prêmios BAFTA de Melhor Atriz SAG Awards de Melhor Atriz Principal SAG Awards de Melhor Elenco em Cinema San Diego Film Critics Society Award de Melhor Atriz Principal London Film Critics Circle de Melhor Atriz Indicações Oscar de Melhor Atriz Golden Globe Awards de Melhor Atriz em Filme Dramático Satellite Awards de Melhor Atriz Em Filme Dramático Chicago Film Critics Association de Melhor Atriz Principal Las Vegas Film Critics Society Awards de Melhor Atriz Principal Online Film Critics Society de Melhor Atriz Principal |
| 2000      | What Planet Are You From?      | Susan Anderson                                         | |
| 2002–2003 | Liberty's Kids                 | Abigail Adams                                          | |
| 2003      | Open Range                     | Sue Barlow                                             | |
| 2004      | Being Julia                    | Julia Lambert                                          | Prêmios Golden Globe Awards de Melhor Atriz em Filme De Comédia ou Musical SAG Awards de Melhor Elenco em Cinema National Society of Film Critics Award de Melhor Atriz Principal Boston Society of Film Critics de Melhor Atriz Satellite Awards de Melhor Atriz Principal Indicações Oscar de Melhor Atriz SAG Awards de Melhor Atriz Principal Broadcast Film Critics Association Award de Melhor Atriz Principal London Film Critics Circle de Melhor Atriz |
| 2005      | Mrs. Harris                    | Jean Harris                                            | Indicações Emmy Awards de Melhor Atriz em Mini-série ou Tele-Filme Golden Globe Awards de Melhor Atriz em Mini-série ou Tele-Filme SAG Awards de Melhor Atriz em Mini-série ou Tele-Filme Satellite Awards de Melhor Atriz em Mini-série ou Tele-Filme |
| 2006      | Running with Scissors          | Deirdre Burroughs                                      | Indicações Golden Globe Awards de Melhor Atriz em Filme De Comédia ou Musical Satellite Awards de Melhor Atriz em Comédia ou Musical - Cinema |
| 2006      | Saturday Night Live            | Herself                                                | |
| 2008      | The Women                      | Sylvie Fowler                                          | |
| 2009      | Mother and Child               | Karen                                                  | |
| 2010      | The Kids Are All Right         | Dr. Nicole Allgood                                     | Prêmios Golden Globe Awards de Melhor Atriz em Filme De Comédia ou Musical National Society of Film Critics Award de Melhor Boston Society of Film Critics de Melhor Atriz New York Film Critics Circle Award de Melhor Atriz Principal Indicações Oscar de Melhor Atriz SAG Awards de Melhor Atriz Principal Broadcast Film Critics Association Award de Melhor Atriz Principal London Film Critics Circle de Melhor Atriz SAG Awards de Melhor Elenco em Cinema Satellite Awards de Melhor Atriz Principal BAFTA de Melhor Atriz Principal Washington D.C. Area Film Critics Association de Melhor Atriz Principal Phoenix Film Critics Society de Melhor Atriz Principal Independent Spirit Awards de Melhor Atriz Principal Central Ohio Film Critics Association de Melhor Atriz Principal Central Ohio Film Critics Association de Melhor Elenco Dallas-Fort Worth Film Critics Association de Melhor Atriz Principal Las Vegas Film Critics Society Awards de Melhor Atriz Principal National Society of Film Critics Award de Melhor Atriz Principal |
| 2012      | Ruby Sparks                    | Gertrude                                               | |
| 2012      | Ginger & Rosa                  | May Bella                                              | |
| 2013      | The Face of Love               | Nikki                                                  | |
| 2013      | Girl Most Likely               | Zelda                                                  | |
| 2014      | Imagine                        |                                                        | |
| 2014      | The Search                     |                                                        | |
| 2015      | Untitled Warren Beatty project |                                                        | |
| 2019      | Capitã Marvel                  | Dra. Wendy Lawson/ Mar-Vell/ Inteligência Suprema Kree | |
| 2022      | Morte no Nilo                  | Eufêmia                                                | |